# Mesoregione Metropolitana de Belém
Metropolitana de Belém è una mesoregione dello Stato di Pará in Brasile.

## Microregioni
È suddivisa in due microregioni:
- Belém
- Castanhal

| Controllo di autorità | VIAF (EN) 315530613 |